# Grigoris Georgatos
Grigoris Georgatos (grec: Γρηγόρης Γεωργάτος; 31 d'octubre de 1972) és un exfutbolista grec de la dècada de 1990.
Fou 35 cops internacional amb la selecció grega.
Pel que fa a clubs, defensà els colors de Panachaiki GE, Olympiacos, Inter de Milà i AEK Atenes.

## Palmarès
Olympiacos
- Lliga grega de futbol: 1996-97, 1997-98, 1998-99, 2000-01, 2004-05, 2005-06, 2006-07
- Copa grega de futbol: 1998-99, 2004-05, 2005-06